# Makybe Diva
Makybe Diva, est une jument de course pur-sang anglais, née en 1999 en Angleterre, devenue une championne en Australie, triple lauréate de la Melbourne Cup, sacrée deux fois cheval de l'année et en son temps cheval le plus riche de l'histoire des courses australiennes.

## Carrière de courses
La mère de Makybe Diva, Tugela, passa aux ventes de décembre de Tattersall en Angleterre, où elle fut acquise pleine de Desert King pour 60 000 guinées par le magnat australien de l'élevage du thon Tony Šantić. Tugela resta en Angleterre où elle donna naissance à une pouliche le 21 mars 1999, qui six mois plus tard passa aux ventes de foals, mais ne trouva preneur. En 2000, Tony Šantić décida d'importer la poulinière et la pouliche, qu'il nomma Makybe Diva, d'après les deux premières lettres des prénoms de cinq de ses employées. 

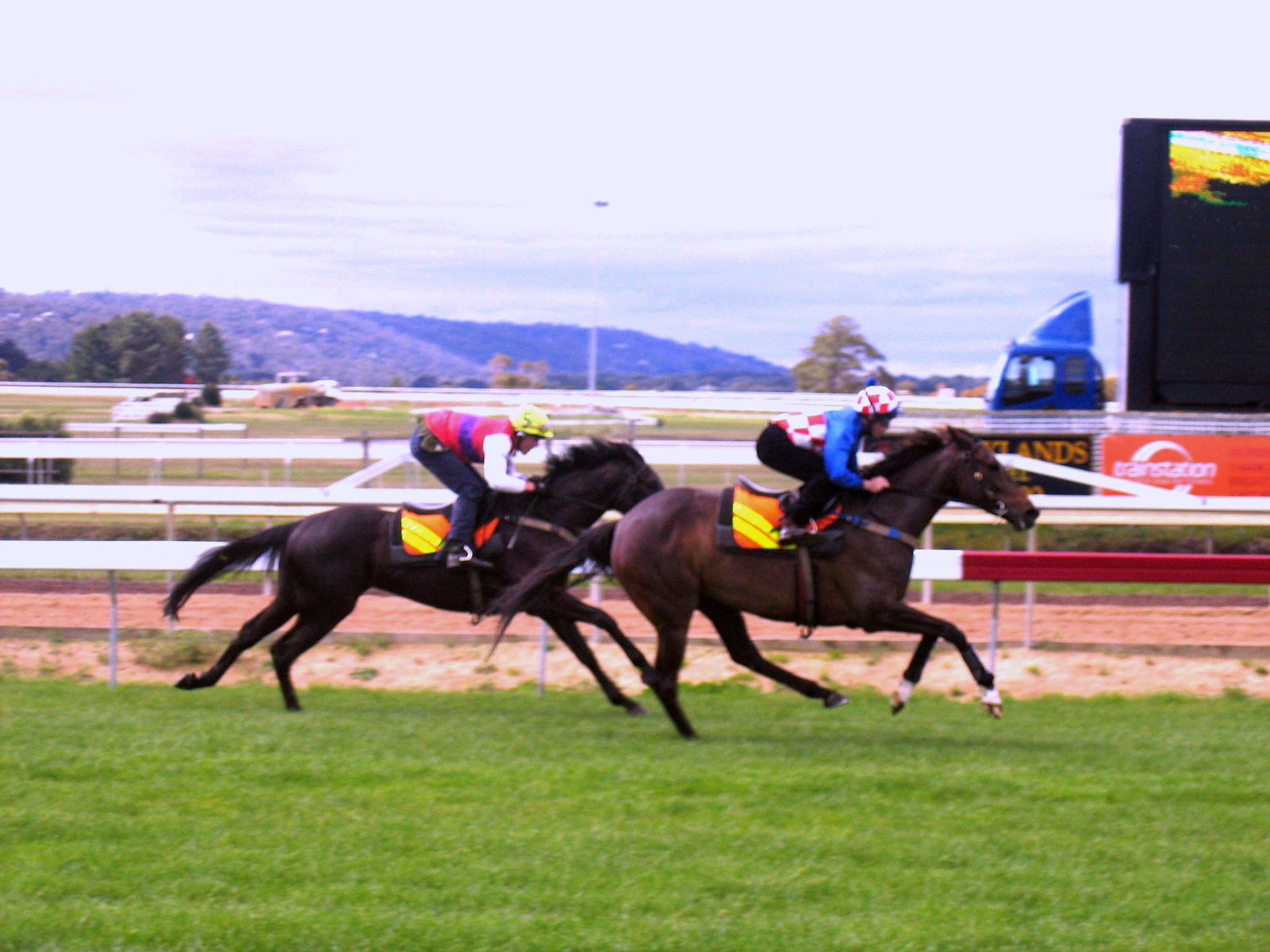
Makybe Diva à l'entraînement en 2005

Confiée à l'entraîneur David Hall, Makybe Diva fait ses débuts fin juillet 2002, par une quatrième place dans un maiden, une course pour chevaux n'ayant jamais gagné. Elle est alors âgée de 3 ans, puisque dans l'hémisphère sud, en raison des saisons inversés, les chevaux prennent un an de plus au mois d'août. Deux semaines plus tard, elle remporte sa première victoire, suivit de cinq autres, qui la mène vers les Queen Elizabeth Stakes (groupe 3), son premier titre au niveau des groupes. Née en Angleterre, elle n'a pas le droit de prendre part aux classiques australiens, toujours en raison de la différence d'âge entre les 3 ans des deux hémisphères. 
Il faudra à Makybe Diva près d'un an pour repasser le poteau en tête, après six courses sans victoires, dont des quatrièmes places dans les Turnbull Stakes (Gr.2) et la Caufield Cup (Gr.1). Ces deux bonnes performances lui valent une situation avantageuse au poids dans l'édition 2003 de la Melbourne Cup, qui se dispute selon la formule handicap, et la place parmi les favoris. La jument s'impose d'une bonne longueur, sous 51 kg. Cette victoire n'est pas vraiment confirmée, puisqu'elle devra patienter plusieurs mois avant de s'imposer à nouveau. Entretemps, elle se place tout de même dans deux « groupe 1 », les Ranvet Stakes et les BMW Stakes puis en avril, devient le quatrième cheval à réaliser le doublé Melbourne Cup / Sydney Cup dans la même saison. À la fin de la saison 2003/2004, son entraîneur David Hall décide de s'installer à Hong Kong, si bien que Makybe Diva est transférée dans les boxes du top entraîneur Lee Freedman. 
Toute la saison 2004/2005 de Makybe Diva est axée sur une nouvelle participation à la Melbourne Cup. Elle dispute à nouveau les Turnbull Stakes et la Caufield Cup, terminant deuxième à chaque fois, et remporte une deuxième Melbourne Cup, cette fois sous 55,5 kg, une franche longueur devant l'Irlandais Vinnie Roe, quadruple lauréat du St. Leger irlandais. Au printemps, elle ajoute à son palmarès des victoires dans l'Australian Cup (dans un temps exceptionnel de 1'58"73) et les BMW Stakes, puis tente sa chance, sans succès, au Japon, échouant dans les deux courses qu'elle dispute, dont l'important Tenno Sho. Ses victoires lui valent un premier titre de cheval de l'année en Australie, ainsi que les titres de meilleur stayer et de meilleure jument. 
Semblant meilleure avec l'âge, Makybe Diva réalise un quasi sans faute pour sa dernière saison. Elle remporte les Memsie Stakes, un groupe 1 sur 1 400 mètres, prend la deuxième place d'un groupe 2 sur le mile, puis s'adjuge les Turnbull Stakes et surtout le Cox Plate, « l'Arc australien » et ce, en prélude à une troisième victoire, historique, dans la Melbourne Cup, sous 58 kg, le poids le plus élevé pour un vainqueur depuis Think Big en 1975. Elle conquiert un nouveau titre de cheval de l'année, faisant d'elle le quatrième cheval à obtenir ce sacre plusieurs fois, avec les Néo-Zélandais Might and Power et Sunline, et la phénoménale Black Caviar. Elle reçoit également le Spirit of Sport Award, une récompense dépassant le cadre des courses hippiques. Makybe Diva est aussi, avec Au$ 14 526 685 sur son compte en banque, le cheval le plus riche de l'histoire des courses australiennes. Le jour de la Melbourne Cup, son propriétaire annonce que sa championne met un terme à sa carrière. En 2009, elle est admise au Hall of Fame des courses australiennes. 

### Résumé de carrière
| Date             | Hippodrome       | Pays             | Course                  | Statut           | Distance         | Jockey           | Place            | Écart            | Vainqueur ou deuxième |
| 2002-2003, 3 ans | 2002-2003, 3 ans | 2002-2003, 3 ans | 2002-2003, 3 ans        | 2002-2003, 3 ans | 2002-2003, 3 ans | 2002-2003, 3 ans | 2002-2003, 3 ans | 2002-2003, 3 ans | 2002-2003, 3 ans      |
| ---------------- | ---------------- | ---------------- | ----------------------- | ---------------- | ---------------- | ---------------- | ---------------- | ---------------- | --------------------- |
| 29 juillet       | Benalla          | Australie        | Maiden                  |                  | 1 200 m          | F. Alesci        | 4e / 11          |                  | Blues Explosion       |
| 13 août          | Wangaratta       | Australie        | Maiden                  |                  | 1 600 m          | V. Hall          | 1er / 14         | 2 ¾              | Sing Us A Tune        |
| 3 septembre      | Sale             | Australie        | Handicap                | Class 1          | 1 700 m          | V. Hall          | 1er / 10         | 1                | Zanisa                |
| 17 septembre     | Ballarat         | Australie        | Handicap                | Class 3          | 2 000 m          | V. Hall          | 1er / 12         | 2 ¼              | Our Fireman Sam       |
| 7 octobre        | Flemington       | Australie        | Fillies & Mares         |                  | 2 000 m          | B. Prebble       | 1er / 12         |                  | Little Miss Quick     |
| 30 octobre       | Werribee         | Australie        | New Welly Bee Cup       | Listed           | 2 000 m          | L. Currie        | 1er / 12         | 3/4              | Aquiver               |
| 9 novembre       | Flemington       | Australie        | Queen Elizabeth Stakes  | Gr. 2            | 2 500 m          | L. Currie        | 1er / 13         | tête             | Spirit of Westbury    |
| 5 avril          | Caulfield        | Australie        | Handicap                |                  | 1 400 m          | V. Hall          | 8e / 15          |                  | Karamazou             |
| 25 avril         | Flemington       | Australie        | Oakland Handicap        | Listed           | 1 600 m          | V. Hall          | 6e / 6           |                  | Old Man               |
| 2003-2004, 4 ans |                  |                  |                         |                  |                  |                  |                  |                  |                       |
| 30 août          | Caulfield        | Australie        | Handicap                |                  | 1 400 m          | L. Currie        | 4e / 15          |                  | C'est Le Reve         |
| 13 septembre     | Moonee Valley    | Australie        | Stocks Stakes           | Gr. 3            | 1 600 m          | S.W. Arnold      | 4e / 13          | 4                | Sunday Joy            |
| 4 octobre        | Flemington       | Australie        | Turnbull Stakes         | Gr. 2            | 2 000 m          | L. Currie        | 4e / 16          | 1 ¾              | Studebaker            |
| 18 octobre       | Caulfield        | Australie        | Caulfield Cup           | Gr. 1            | 2 400 m          | G. Boss          | 4e / 18          | 1                | Mummify               |
| 4 novembre       | Flemington       | Australie        | Melbourne Cup           | Gr. 1            | 3 200 m          | G. Boss          | 1er / 23         | 1 ¼              | She's Archie          |
| 14 février       | Flemington       | Australie        | Chester Manifold Stakes | Listed           | 1 400 m          | V. Hall          | 5e / 8           |                  | Mr. Murphy            |
| 28 février       | Caulfield        | Australie        | Carlyon Cup             | Gr. 3            | 1 600 m          | G. Boss          | 3e / 8           |                  | La Sirenuse           |
| 8 mars           | Flemington       | Australie        | Australian Cup          | Gr. 1            | 2 000 m          | G. Boss          | 6e / 10          | 4 ½              | Lonhro                |
| 20 mars          | Rosehill         | Australie        | Ranvet Stakes           | Gr. 1            | 2 000 m          | G. Boss          | 3e / 7           | 1 ¼              | Sound Action          |
| 3 avril          | Rosehill         | Australie        | Tancred Stakes          | Gr. 1            | 2 400 m          | G. Boss          | 3e / 8           | 4 ¼              | Grand Zulu            |
| 17 avril         | Randwick         | Australie        | Sydney Cup              | Gr. 1            | 3 200 m          | G. Boss          | 1er / 10         | cte enc.         | Manawa King           |
| 2004-2005, 5 ans |                  |                  |                         |                  |                  |                  |                  |                  |                       |
| 28 août          | Caulfield        | Australie        | Memsie Stakes           | Gr. 2            | 1 400 m          | L. Currie        | 4e / 12          | 3 ¼              | Regal Roller          |
| 11 septembre     | Moonee Valley    | Australie        | John F. Feehan Stakes   | Gr. 2            | 1 600 m          | L. Currie        | 2e / 10          | tête             | Delzoo                |
| 2 octobre        | Flemington       | Australie        | Turnbull Stakes         | Gr. 2            | 2 000 m          | D. Oliver        | 7e / 16          | 1 ¼              | Elvstroem             |
| 16 octobre       | Caulfield        | Australie        | Caulfield Cup           | Gr. 1            | 2 400 m          | G. Boss          | 2e / 18          | cte tête         | Elvstroem             |
| 2 novembre       | Flemington       | Australie        | Melbourne Cup           | Gr. 1            | 3 200 m          | G. Boss          | 1er / 24         | 1 ¼              | Vinnie Roe            |
| 12 février       | Caulfield        | Australie        | C.F. Orr Stakes         | Gr. 1            | 1 400 m          | S. King          | 7e / 15          | 1 ¾              | Elvstroem             |
| 26 février       | Caulfield        | Australie        | St. George Stakes       | Gr. 2            | 1 800 m          | G. Boss          | 2e / 4           | cte tête         | Elvstroem             |
| 12 mars          | Flemington       | Australie        | Australian Cup          | Gr. 1            | 2 000 m          | G. Boss          | 1er / 7          | 1                | Winning Belle         |
| 19 mars          | Rosehill         | Australie        | BMW Classic             | Gr. 1            | 2 400 m          | G. Boss          | 1er / 11         | 2                | Grande Armée          |
| 10 avril         | Nakayama         | Japon            | April Stakes            |                  | 2 000 m          | G. Boss          | 7e / 18          |                  | Suzuno March          |
| 1er mai          | Kyoto            | Japon            | Tenno Sho (Printemps)   | Gr. 1            | 3 200 m          | G. Boss          | 7e / 12          | 4 ½              | Suzuka Mambo          |
| 2005-2006, 6 ans |                  |                  |                         |                  |                  |                  |                  |                  |                       |
| 27 août          | Caulfield        | Australie        | Memsie Stakes           | Gr. 2            | 1 4000 m         | S. King          | 1er / 7          | 1/2              | Barely A Moment       |
| 10 septembre     | Moonee Valley    | Australie        | Tan Chin Nam Stakes     | Gr. 2            | 1 600 m          | G. Boss          | 2e / 12          | cte tête         | Lad of The Manor      |
| 1er octobre      | Flemington       | Australie        | Turnbull Stakes         | Gr. 2            | 2 000 m          | S. King          | 1er / 16         | 3/4              | Lad of The Manor      |
| 22 octobre       | Moonee Valley    | Australie        | Cox Plate               | Gr. 1            | 2 000 m          | G. Boss          | 1er / 14         | 1 ¼              | Lotteria              |
| 1er novembre     | Flemington       | Australie        | Melbourne Cup           | Gr. 1            | 3 200 m          | G. Boss          | 1er / 24         | 1 ¼              | On A Jeune            |

## Galerie

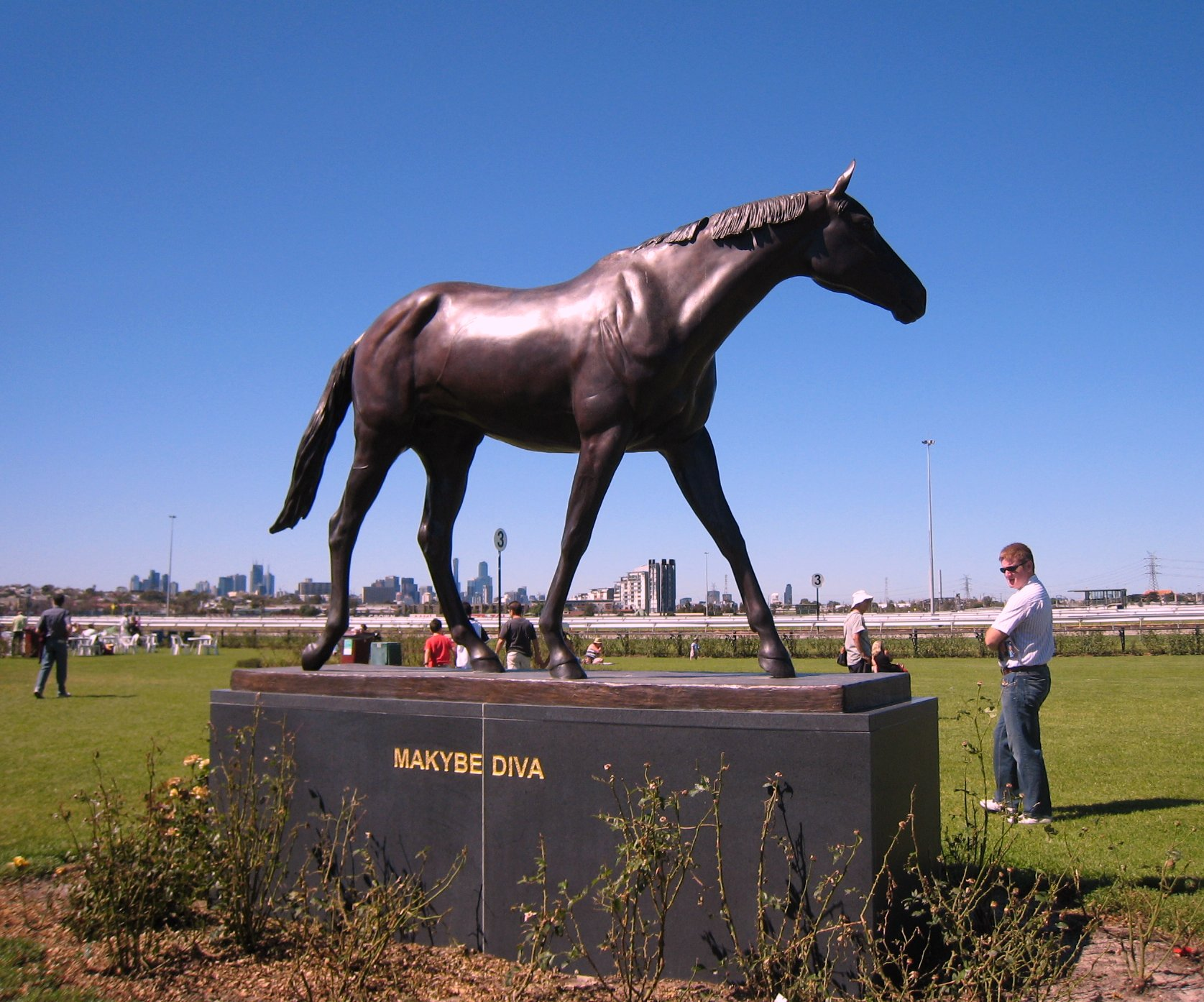
Statue de Makybe Diva sur l'hippodrome de Flemington, à Melbourne.
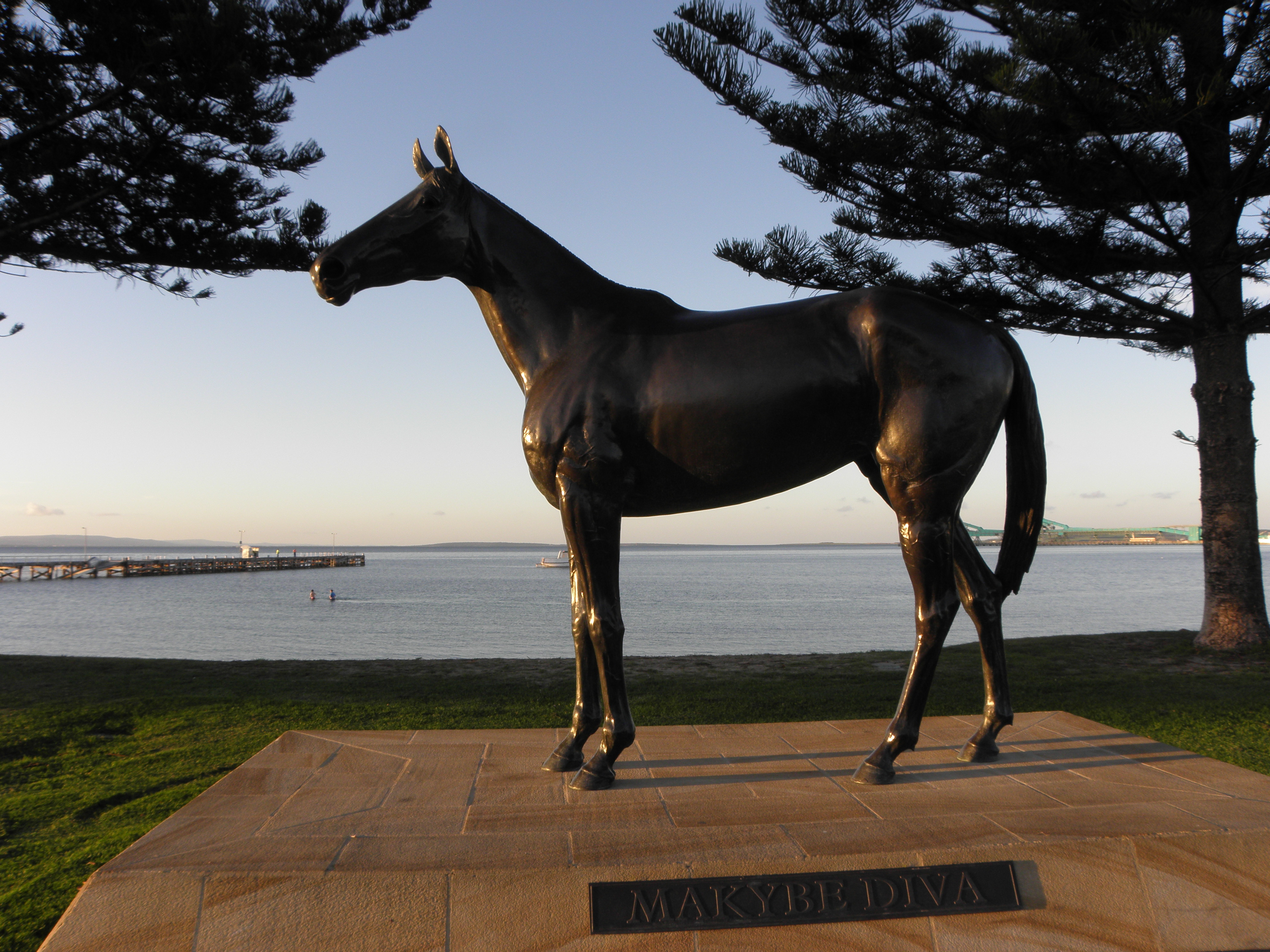
Statue de Makybe Diva à Port Lincoln.
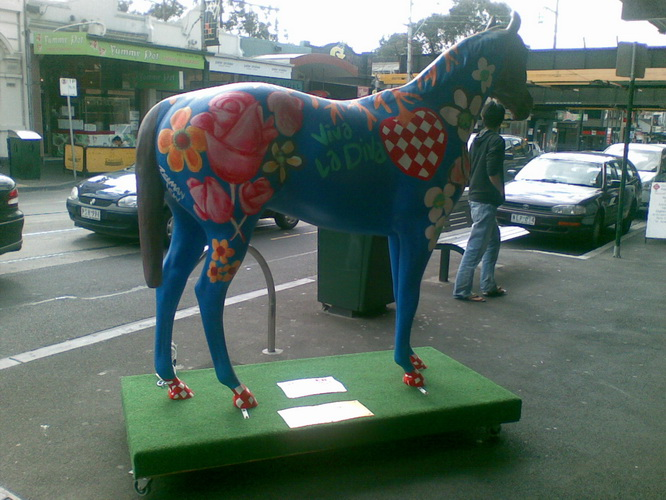
Sculpture représentant Makybe Diva à Melbourne.

## Au haras
Devenue poulinière, Makybe Diva n'a pas vraiment réussi sa reconversion, mais au moins ses produits ont fait monté les enchères :
- Rockstardom (2006, Galileo) - vendu yearling pour Au$ 1,5 million, vainqueur de deux courses pour Au$ 26 000 de gains ; il fut castré et mourut dans un accident en 2013[10].
- La Dolce Diva (2008, Fusaichi Pegasus) - vendue yearling pour Au$ 1,2 million, 4 courses, aucune victoire et Au$ 6 400 de gains. Mère de :
  - Touch of Mink (Not A Single Doubt) : 3e Moonee Valley Fillies Classic (Gr.2).
- Coaster (2009, Encosta de Lago) : 2 courses, aucune victoire et aucuns gains
- Taqneen (2011, Lonhro)[11] - 1 victoire en 15 courses, Au$ 8 500 de gains
- Surrey (2012, High Chaparral)[12] - 1 victoire en Nouvelle-Zélande, NZ$ 17 000 de gains
- Divanation (2014, All Too Hard) - 2 victoires en 5 sorties, Au$ 53 000 de gains
- Demand Attention (2015, Starspangledbanner) - n'a pas couru
- Sublime Diva (2016, Brazen Beau) - 1 victoire en 7 courses, Au$ 53 000 de gains

## Origines
Makybe Diva est une fille de l'Irlandais Desert King, vainqueur classique (Irish Derby, Irish 2000 Guineas), étalon correct, mais pas extraordinaire. Sa mère Tugela, une fille de Riverman élevée par Juddmonte Farms, ne courut pas mais reproduisit bien, puisque, outre Makybe Diva, elle a donné Musket, un 3/4 frère de la championne par Redoute's Choice, qui fut adjugé yearling pour Au$ 2,5 millions en 2005, et remportera un groupe 2, et Valkyrie Diva (par Jade Robbery), lauréate d'un groupe 3.

### Pedigree
| Origines de Makybe Diva (GB), jument baie née en 1999 | Origines de Makybe Diva (GB), jument baie née en 1999 | Origines de Makybe Diva (GB), jument baie née en 1999 | Origines de Makybe Diva (GB), jument baie née en 1999 |
| ----------------------------------------------------- | ----------------------------------------------------- | ----------------------------------------------------- | ----------------------------------------------------- |
| Père Desert King 1994                                 | Danehill 1986                                         | Danzig                                                | Northern Dancer                                       |
| Père Desert King 1994                                 | Danehill 1986                                         | Danzig                                                | Pas de Nom                                            |
| Père Desert King 1994                                 | Danehill 1986                                         | Razyana                                               | His Majesty                                           |
| Père Desert King 1994                                 | Danehill 1986                                         | Razyana                                               | Spring Adieu                                          |
| Père Desert King 1994                                 | Sabaah 1988                                           | Nureyev                                               | Northern Dancer                                       |
| Père Desert King 1994                                 | Sabaah 1988                                           | Nureyev                                               | Special                                               |
| Père Desert King 1994                                 | Sabaah 1988                                           | Dish Dash                                             | Bustino                                               |
| Père Desert King 1994                                 | Sabaah 1988                                           | Dish Dash                                             | Loose Cover                                           |
| Mère Tugela 1995                                      | Riverman 1969                                         | Never Bend                                            | Nasrullah                                             |
| Mère Tugela 1995                                      | Riverman 1969                                         | Never Bend                                            | Lalun                                                 |
| Mère Tugela 1995                                      | Riverman 1969                                         | River Lady                                            | Prince John                                           |
| Mère Tugela 1995                                      | Riverman 1969                                         | River Lady                                            | Nile Lily                                             |
| Mère Tugela 1995                                      | Rambushka 1986                                        | Roberto                                               | Hail to Reason                                        |
| Mère Tugela 1995                                      | Rambushka 1986                                        | Roberto                                               | Bramalea                                              |
| Mère Tugela 1995                                      | Rambushka 1986                                        | Katsura                                               | Northern Dancer                                       |
| Mère Tugela 1995                                      | Rambushka 1986                                        | Katsura                                               | Noble Fancy (famille 9-f)                             |